# Artipelag

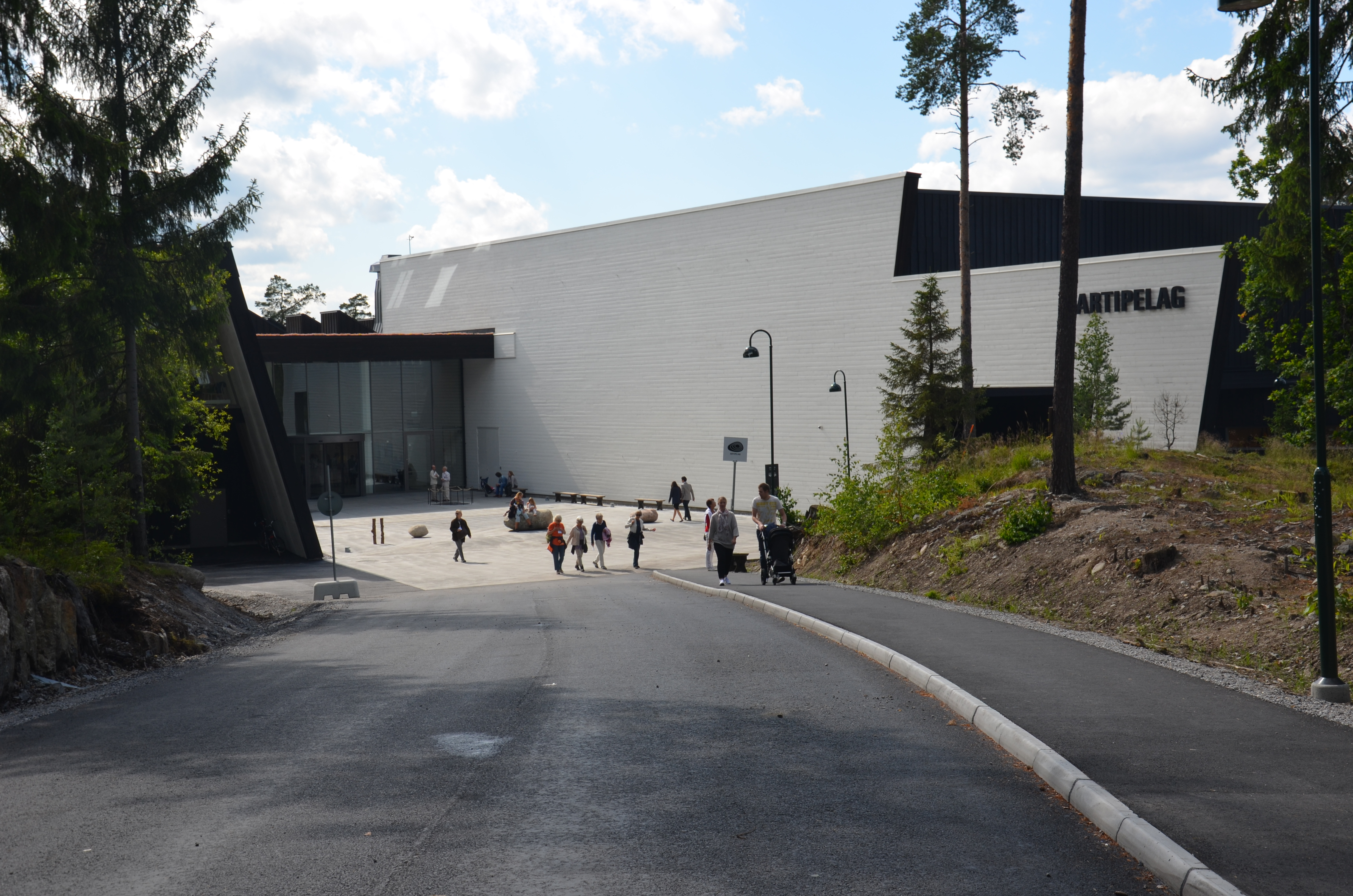
Artipelag från entrésidan

Artipelag är en privatägd svensk konsthall vid Baggensfjärden på Hålludden på Farstalandet i Värmdö kommun.
Björn Jakobson, som grundade företaget Babybjörn AB, fick år 2000 idén till konsthall i Stockholms skärgård. Hustrun Lillemor Jakobson har en bakgrund inom konst och design. 2017 erhöll Artipelag Stora turismpriset.

## Uppförande
Detaljplanen för Hålludden i Värmdö kommun ändrades 2005 för att möjliggöra uppförandet av en konsthall på en 22 hektar stor tomt. Byggnadslov lämnades i oktober 2008 för en första etapp med en konsthall samt en personbostadsbyggnad. Johan Nyrén på Nyréns Arkitektkontor har ritat en tvåvåningsbyggnad med en utställningsyta på 5 000 m², vilket är ungefär lika stort som Moderna museet i Stockholm. Bengt Isling och Daniel Ericsson på Nyréns Arkitektkontor har utformat landskapsarkitekturen. Inredningsarkitekter är Sandellsandberg. 
Bygget påbörjades vintern 2009/10. Konsthallen öppnade 3 juni 2012 med utställningen Platsens själ.

## Driftsform
Artipelag ägs och drivs av Artipelag AB, som är ett dotterbolag till Artipelagstiftelsen. Museichef är Bo Nilsson.

## Bildgalleri

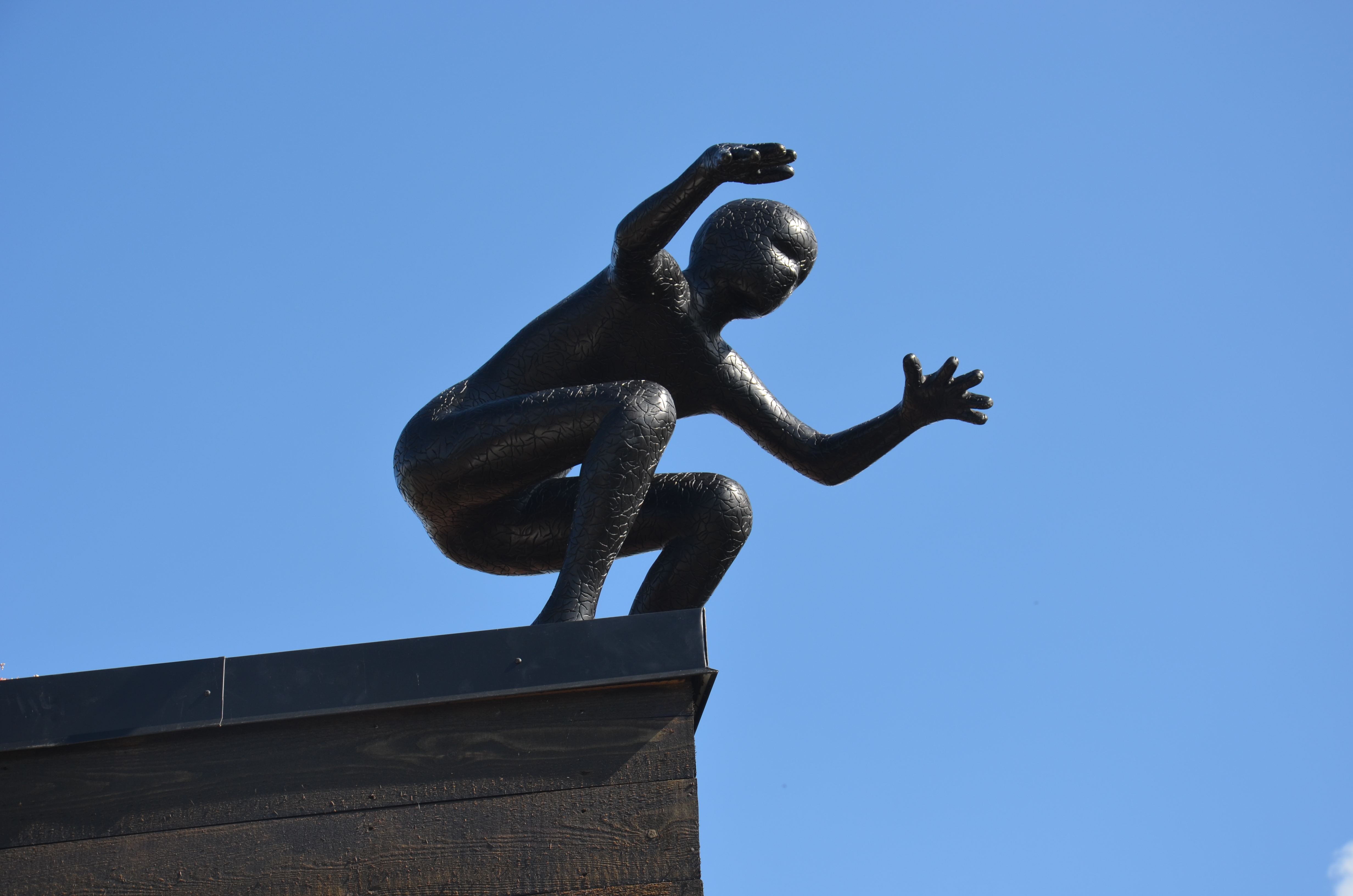
Miesenbergers figur på taket.
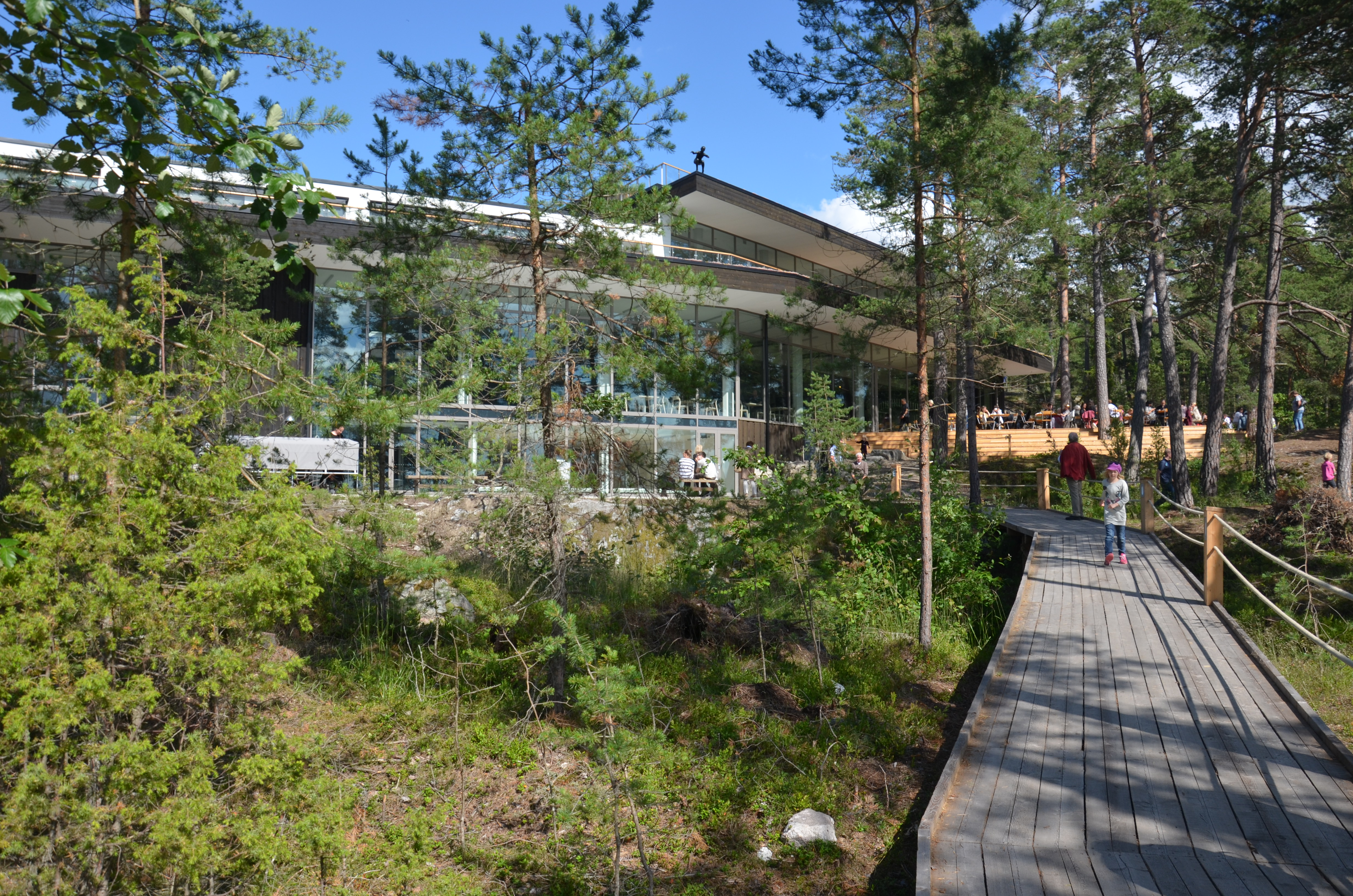
Fasad från sjösidan.
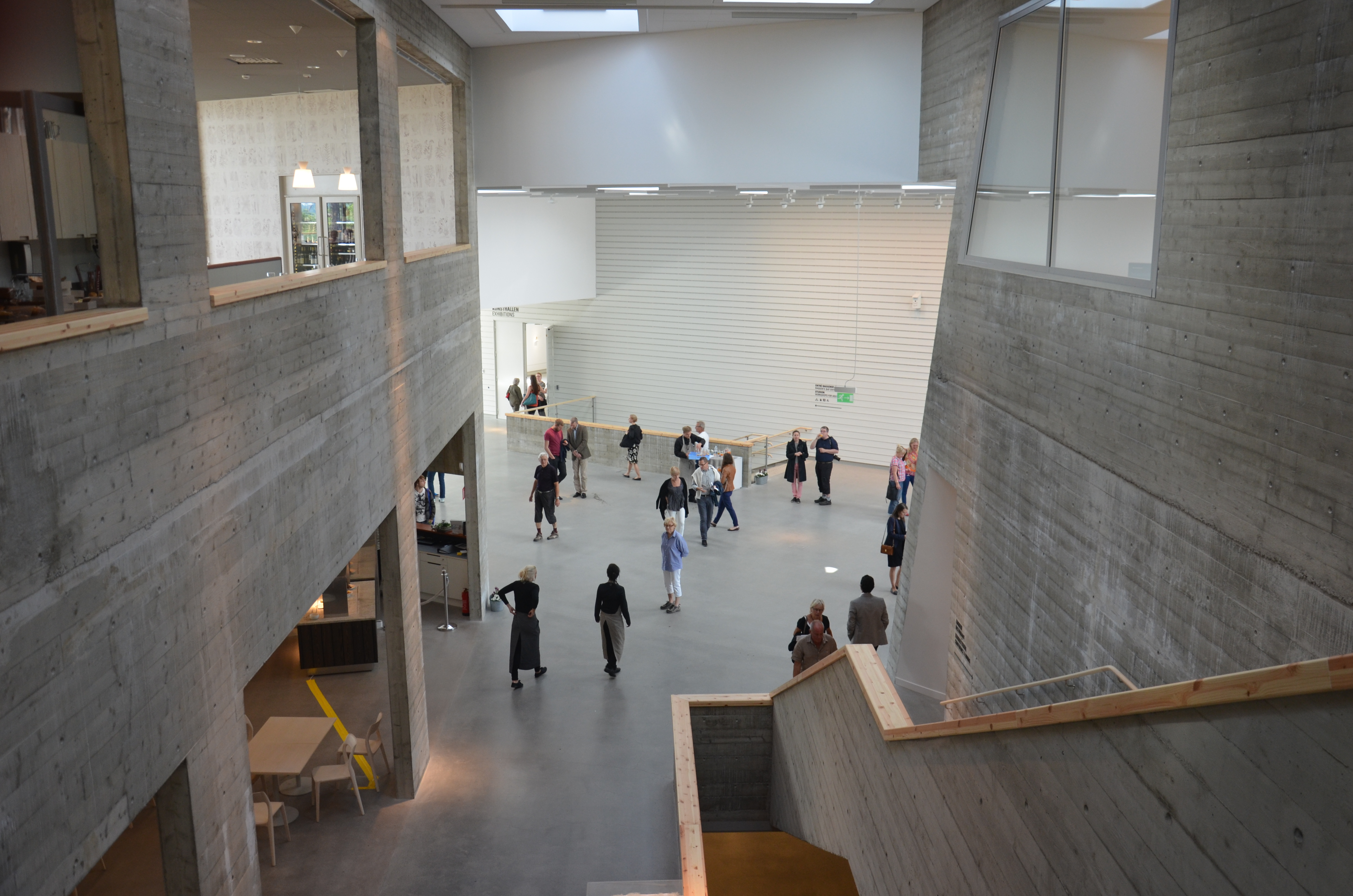
Entréhallen från ovanvåningen.
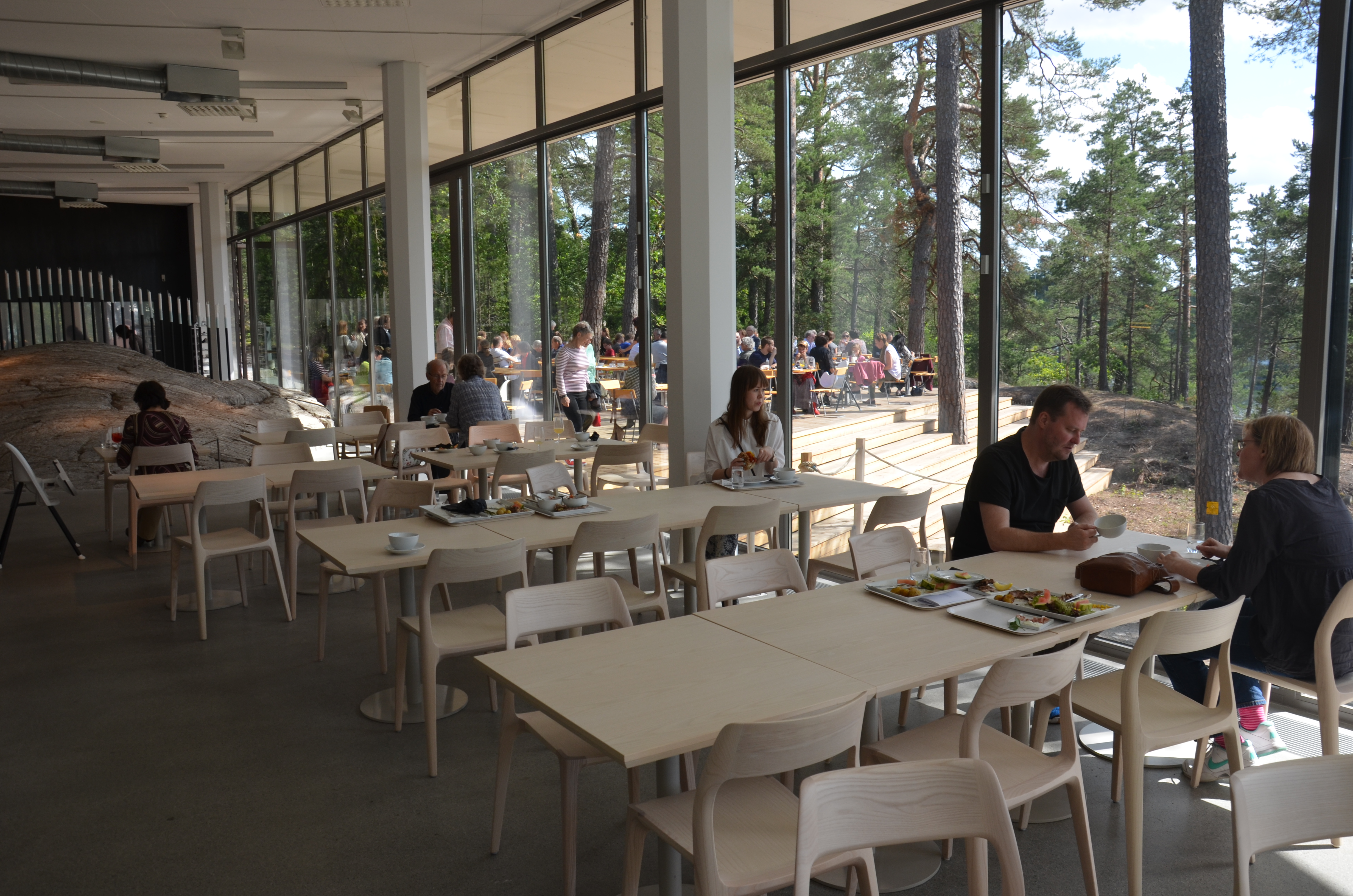
Cafeterian.
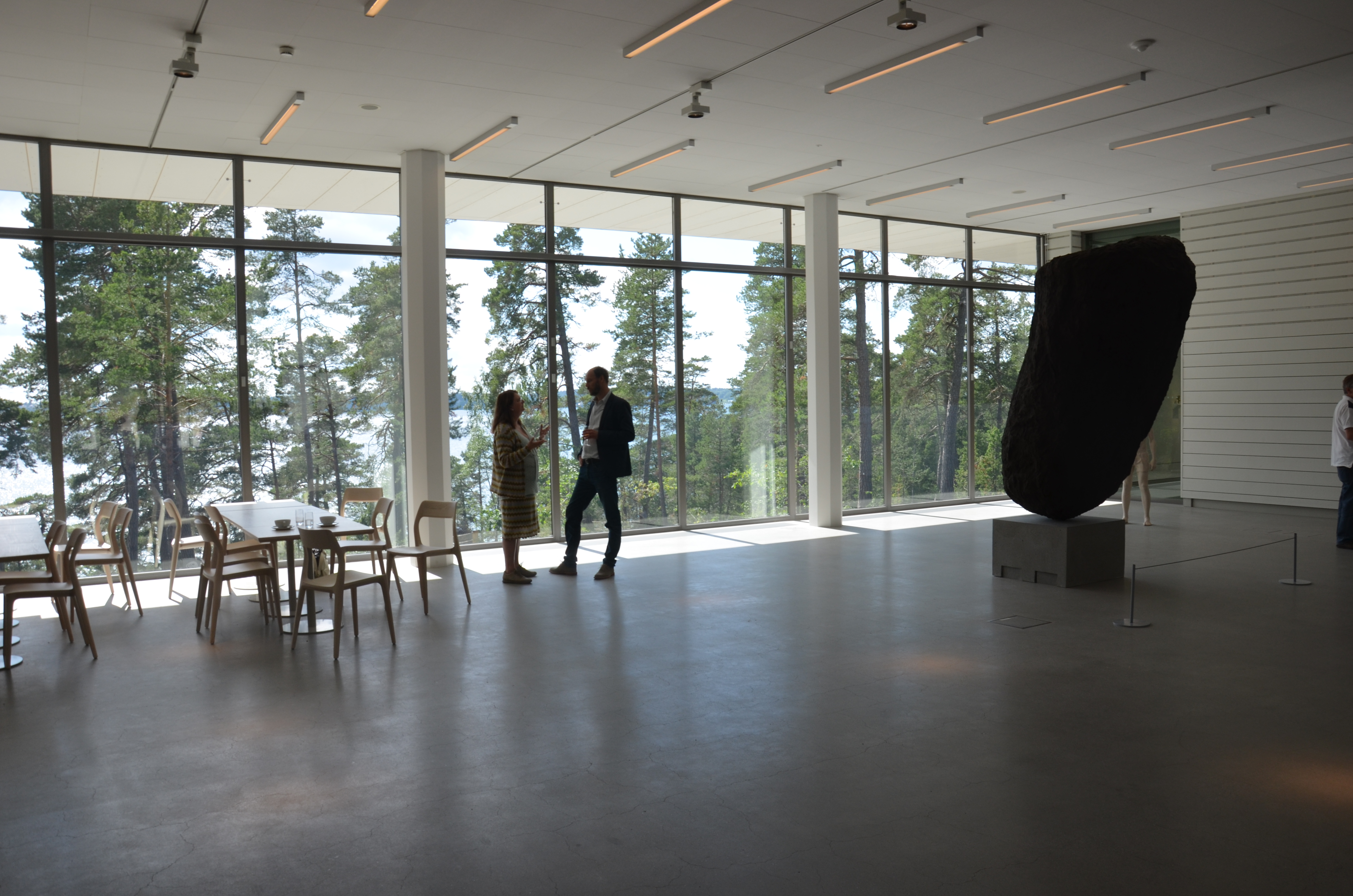
Utsikt från entréhallen över Baggensfjärden.

## Strandpromenaden
Vid anläggningen på Hålludden finns en kilometerlång strandpromenad med träspänger i lärkträ, som invigdes i augusti 2012. Denna anpassade för att ge rörelsehindrade tillgång till den orörda skärgårdsnaturen. Strandpromenaden vid Artipelag är Sveriges längsta tillgängliga strandpromenad som särskilt är anpassad för rullstolar och barnvagnar.

## Bilder från strandpromenaden

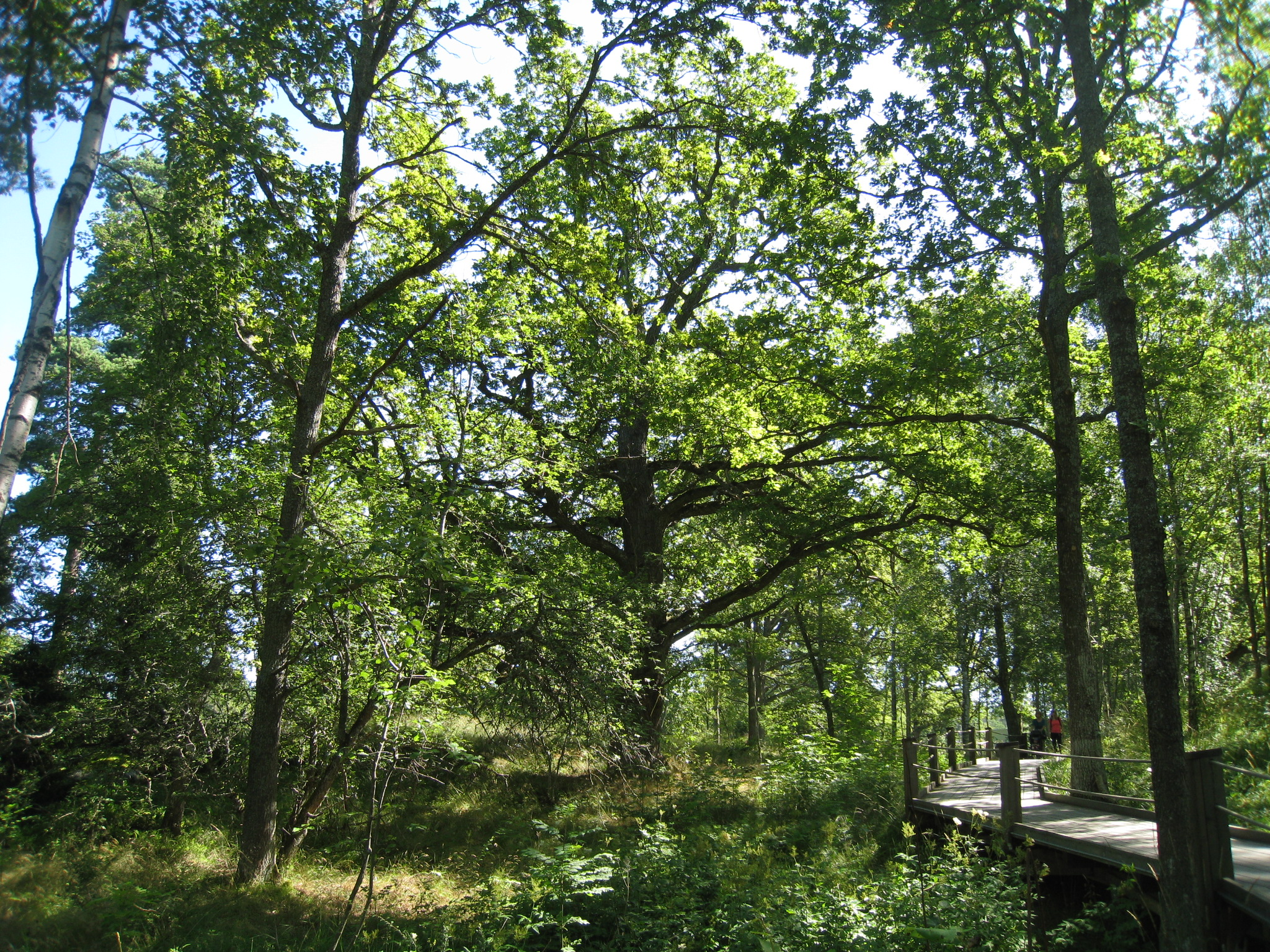
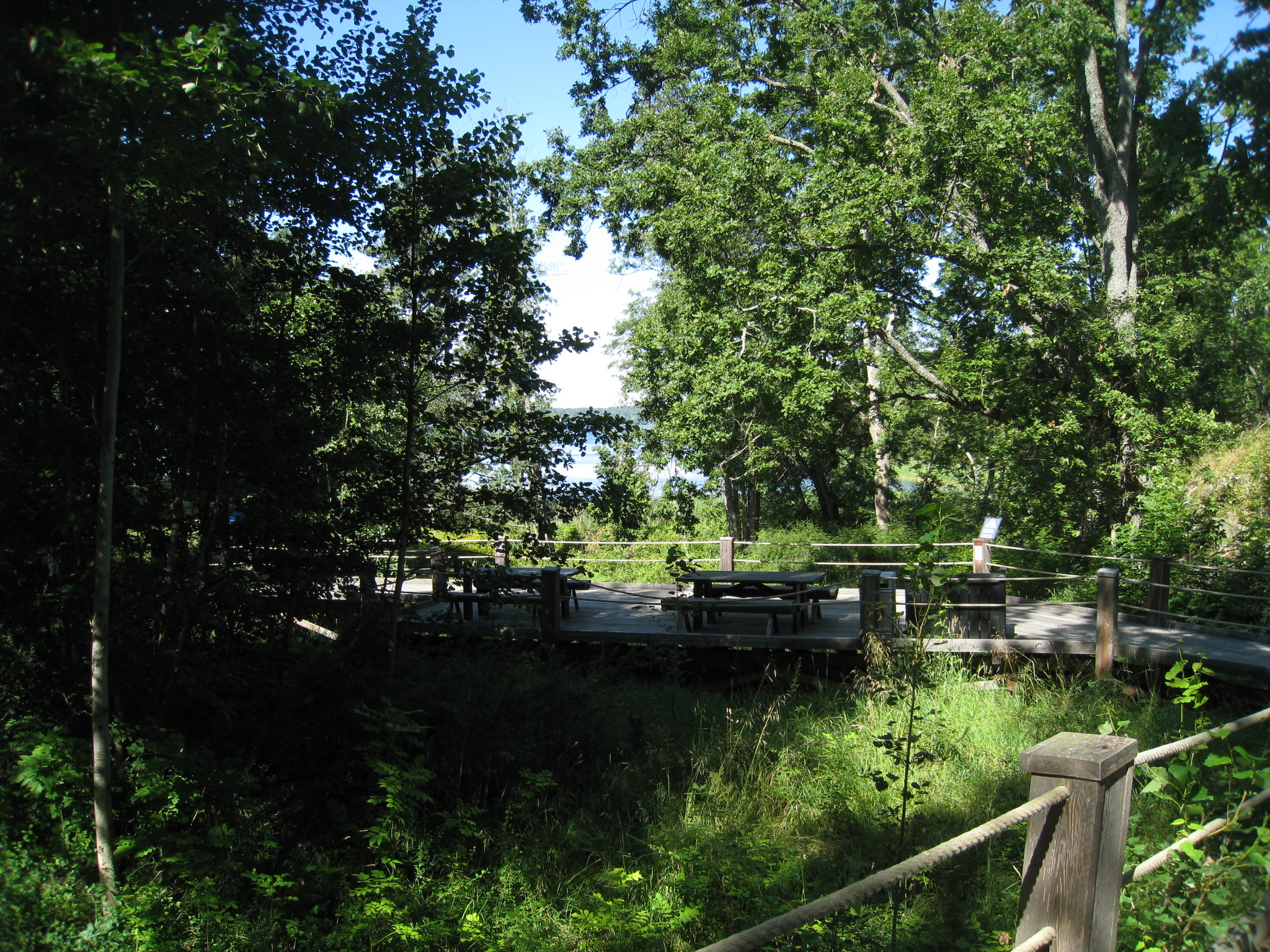
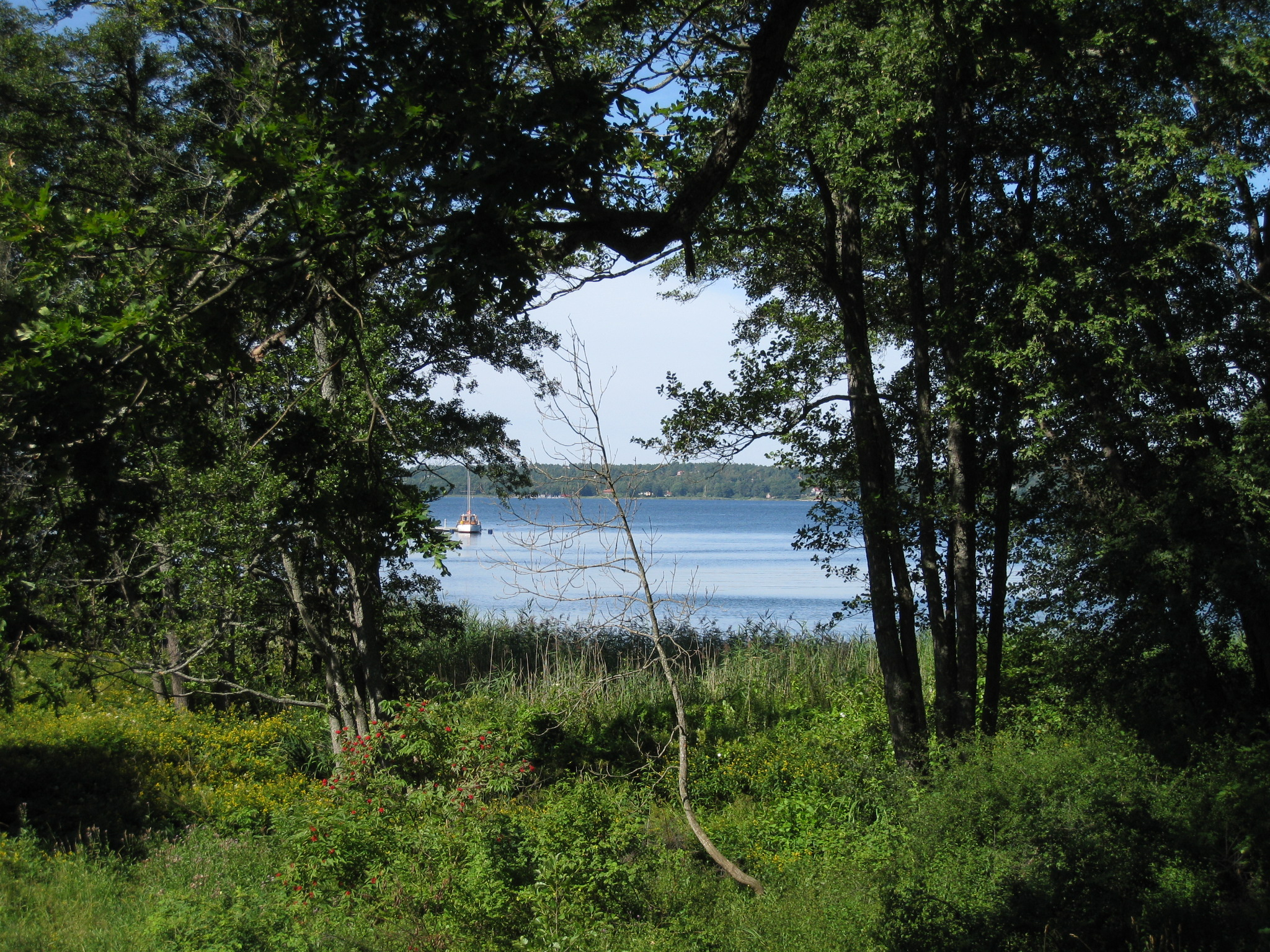
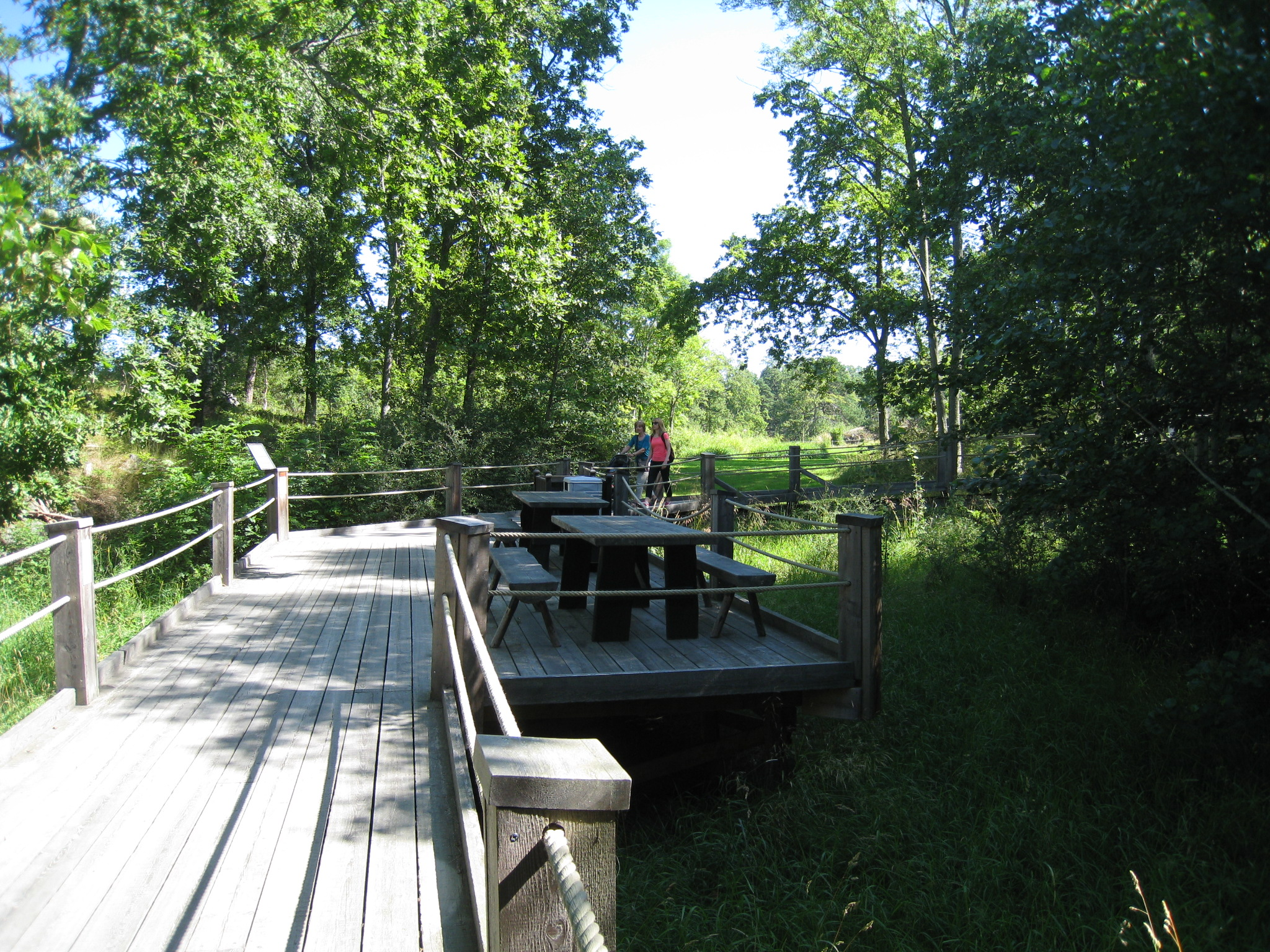
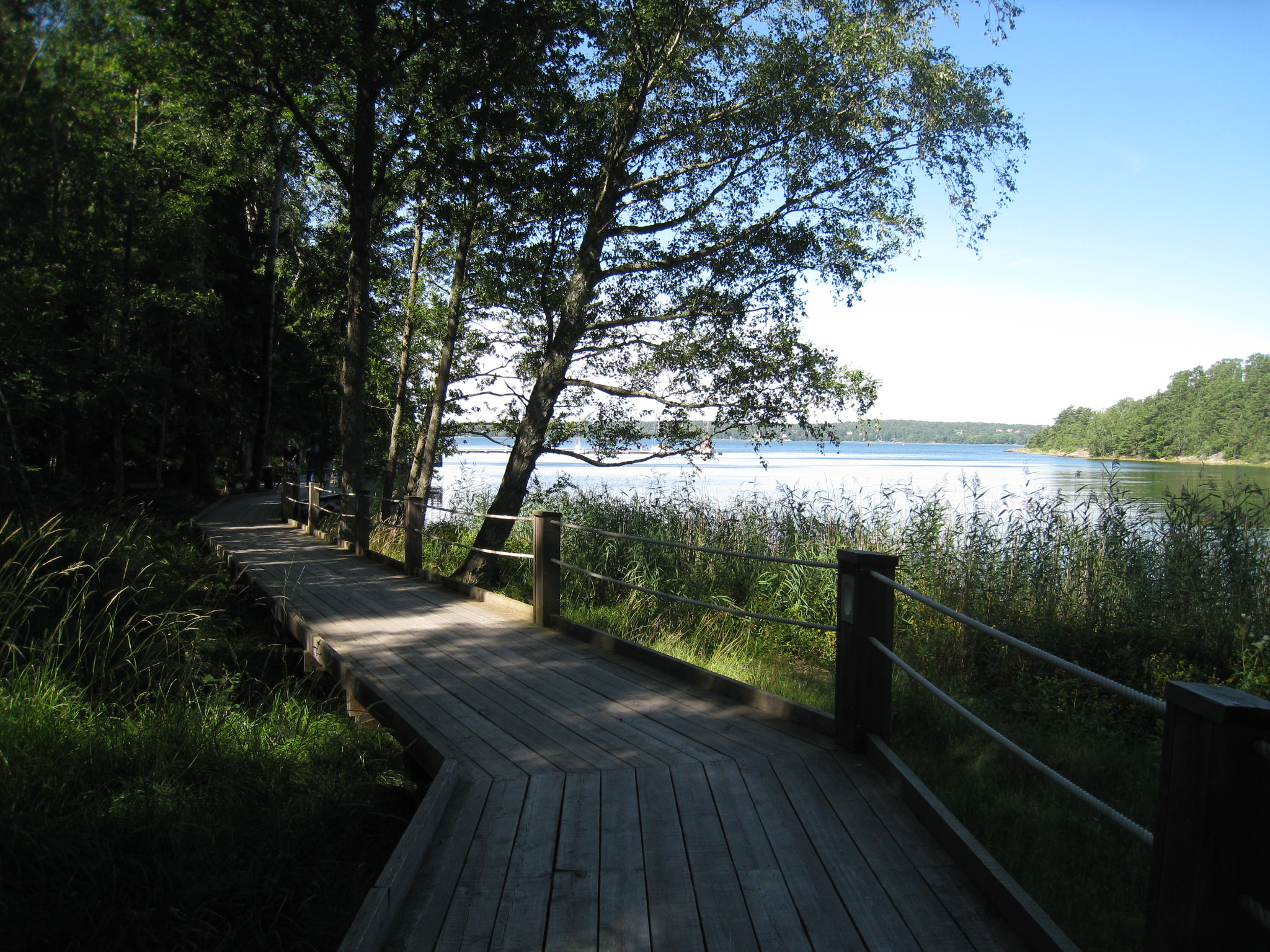
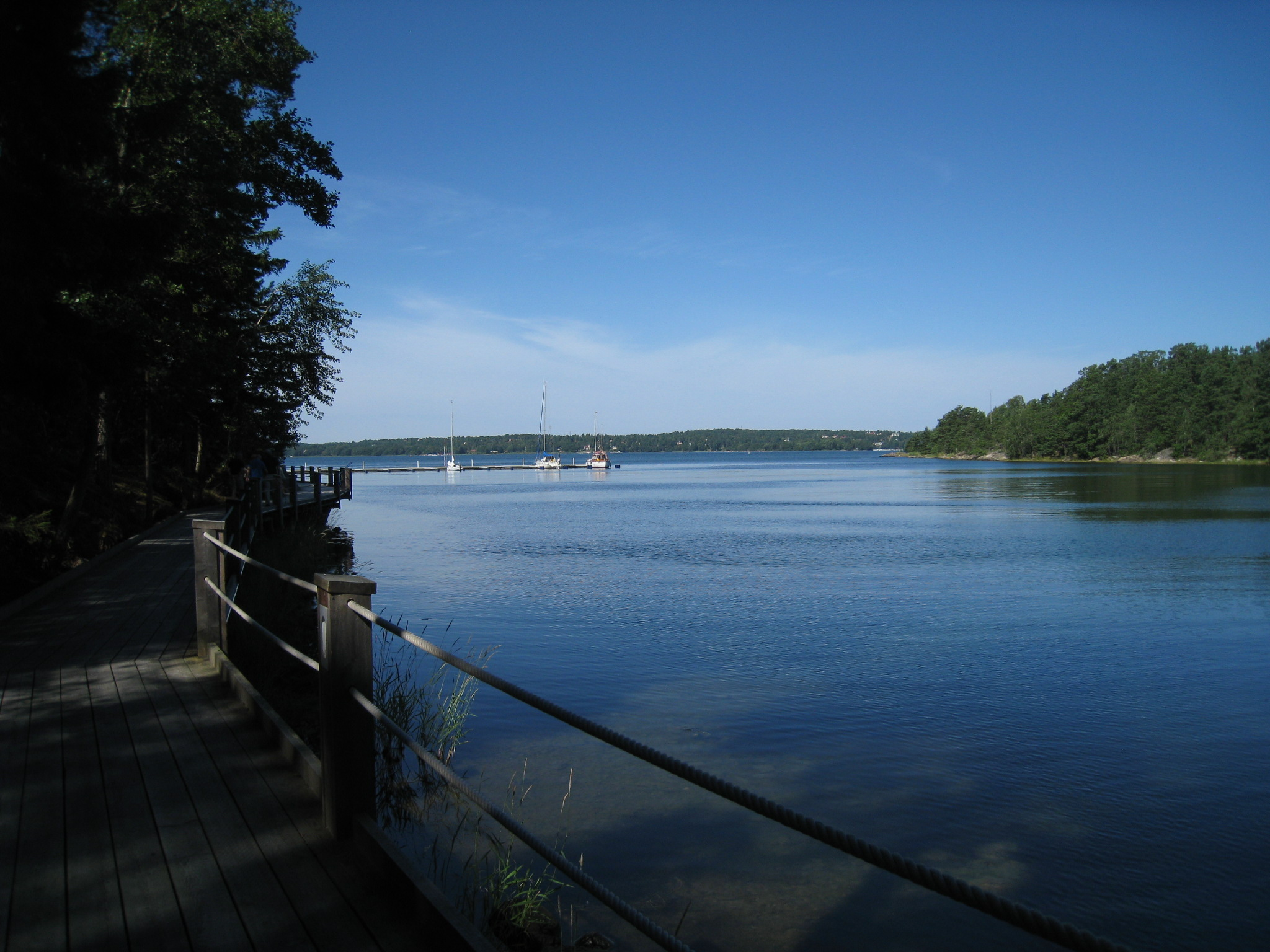